# ولایه رخیوت
ولایه رخیوت (به عربی: ولاية رخيوت) یک منطقهٔ مسکونی در عمان است که در استان ظفار واقع شده‌است.
 ولایه رخیوت  ۵٬۰۴۹ نفر جمعیت دارد.